# Largo São Benedito

O Largo São Benedito, nome oficial, também conhecido como Praça São Benedito; é um espaço público, caracterizado como jardim ou como um pequeno parque com aproximadamente dez mil metros quadrados localizado na região central da cidade de São Carlos. Localiza-se no quadrilátero formado pela ruas General Osório, Nove de Julho, Bento Carlos e José Bonifácio.
Foi inaugurado em meados do século XIX, o local abrigou o cemitério que foi desativado em 1882 porque a cidade havia crescido ao redor do local.
O largo atraiu a população, inclusive de imigrantes italianos e árabes, além da comunidade afro-descendente, sendo que o espaço era usado como um ponto de encontro de amigos e namorados, um local para brincadeiras e até mesmo campo de futebol.
Nas décadas de 1930 e 1940, com a abertura do Cine Teatro São José, ganhou ainda mais visitantes.
Em 1955, a capela que existia no local foi demolida e uma igreja, mais ampla, foi inaugurada em 1956.